# イエヤス
『イエヤス』（2004年1月 - 2005年9月）→『イエヤスMAX』（2005年10月 - 2006年3月）は、中部日本放送（CBC）で放送されていたバラエティ番組である。2006年3月30日放送終了。タイトルの「イエヤス」は、戦国武将の徳川家康に由来する。
この番組は名古屋発のお笑い番組であり、名古屋を拠点に活動する芸人がテレビでネタを披露できる数少ない場でもあった。
昨今のお笑いブームに乗ってスタートした。CBCホールを会場として、今が旬のお笑い芸人のネタを披露する番組である。
「エンタの神様」や「笑いの金メダル」と同コンセプトであり、東京・大阪以外の放送局制作のお笑いライブ番組は単発ではいくつかあるが、毎週放送のものとしては数少ない。ただし、同じお笑い芸人が3週以上続けて出ることはなく、サブコーナーなどの形があまり固まっておらず、毎回微妙に編成が違っているという側面もあった。
司会はCBCアナウンサーの石井亮次。ナレーションは、放送開始当初は石井自ら担当、後につボイノリオが務めた。

## 放送時間
- 毎週金曜 24:40〜25:35（2004年1月〜2004年9月）
- 毎週木曜 23:55〜24:50（2004年10月〜2005年9月）
- 毎週木曜 23:55〜24:55（2005年10月〜2006年3月）

2004年1月〜2004年9月には放送直前の24:35〜24:40に「ミツナリ」という番組紹介コーナーがあったが、木曜移転とともに終了した。タイトルは、戦国武将の石田三成に由来する。

## サブコーナー
- お宝拝見
- イエヤス写真館
- イエヤスフレンドパーク

など。
「Rの奇蹟」開始後は上記のサブコーナーの規模や時間が縮小された。

### ○○に一言
2004年頃にレギュラーコーナーとして毎週放送されていた。いわゆる大喜利を行うコーナー。

### Rの奇蹟 〜あるある共感バラエティー〜
2005年10月、「イエヤスMAX」にリニューアルした際に始まったコーナー。与えられた「お題」について芸人があるあるネタを披露し、会場の観客は「あるある!!」と共感することができたら投票をする。1人1票で、1票を「1R（いちあーる）」とし、最高点は100Rである。
このコーナーはネタ収録とは全く別の日に収録が行われ、セットもネタ収録時とは全く別の物になっている。また、ネタにちなんだ再現VTRには猫ひろしが出演していた。

## イエヤス爆笑セレクション
番組で放送したネタをDVD化。計5枚発売された。また、カンニングの中島忠幸が死去した際に2時っチャオ!で映像が使用された。
Vol.1 プロダクション人力舎に所属する芸人で構成
- アンタッチャブル
- アンジャッシュ
- おぎやはぎ
- ドランクドラゴン
- キングオブコメディ
- 東京03

Vol.2 太田プロダクションに所属する芸人で構成
- インスタントジョンソン
- 劇団ひとり
- 360°モンキーズ
- ダーリンハニー
- 火災報知器
- ブラックパイナーSOS
- スマイリーキクチ
- 関塚裕二

Vol.3 ホリプロコムに所属する芸人で構成
- スピードワゴン
- バナナマン
- ホリ
- 江戸むらさき
- ビーム
- ななめ45°
- 号泣
- オキシジェン
- 末高斗夢

Vol.4 サンミュージックに所属する芸人で構成
- カンニング
- 三拍子
- 飛石連休
- どーよ
- さくらんぼブービー

Vol.5 松竹芸能に所属する芸人で構成
- アメリカザリガニ
- 安田大サーカス
- チョップリン
- オジンオズボーン
- なすなかにし
- Over Drive

## スタッフ
- 構成:田中イデア
- 監修:元祖爆笑王
- 音効:東海サウンド
- 美術デザイン:橋田誠一
- アシスタント・プロデューサー:江良純治
- 演出:則竹利人
- ディレクター:樋口昇、加藤清彦、下村おさむ、横井時史

## 番組と連動したラジオ番組
2004年10月2日より2006年4月1日まで、当番組の監修者である元祖爆笑王が案内役となり、週代わりでお笑い芸人がパーソナリティを務める「イエヤスラジオ〜爆笑芸人セレクション〜」が放送された。
この番組では、本人だけが知っている、あの芸人の裏ネタを暴露したり、思い出の1曲を紹介したりする。逆にリスナーから寄せられる目撃情報やうわさ話も紹介し、採用されると抽選でTV公開録画の観覧券がもらえたりした。